# Eospalax
Eospalax ist eine Gattung vergleichsweise großer Nagetiere innerhalb der Blindmulle (Myospalacinae). Sie besteht aus sieben Arten, die alle endemisch in der zentralen und nordöstlichen Volksrepublik China vorkommen.

## Merkmale
Die Arten der Gattung Eospalax werden im Vergleich zu anderen Nagetieren relativ groß und erreichen Körperlängen bis über 25 Zentimeter bei einem Gewicht von mehr als 600 Gramm. Der Schwanz ist mit wenigen Zentimetern Länge sehr kurz. Das Rückenfell ist dunkel rostbraun bis graubraun. Die Bauchseite ist in der Regel etwas heller gefärbt und der Kopf besitzt häufig einen weißen Stirnfleck.
Der Schädel hat eine Gesamtlänge von 40 bis 50 Millimetern und ist flach und breit gebaut. Das vordere Ende der Nasenbeine ist manchmal deutlich eingekerbt und der knöcherne Augenring kann vorstehend sein. Gattungstypische Schädelmerkmale sind zudem der konvex geformte Hinterkopfschild, das sehr lange Schneidezahnfenster im Oberkiefer und die gerade geformte knöcherne Schnauze, die mit dem flachen Hirnschädel eine Linie bildet.

## Verbreitung
Die Arten der Gattung Eospalax kommen endemisch in der Volksrepublik China vor. Ihre Verbreitungsgebiete umfassen große Teile des zentralen und nordöstlichen Chinas.

## Lebensweise
Eospalax-Arten leben in Steppenwiesen, Bergwiesen, Waldgebieten und Gebüschen sowie in landwirtschaftlich genutzten Flächen und Ruderalgebieten. Die Tiere ernähren sich herbivor vor allem von Gräsern, Wurzeln und unterirdischen Teilen der Pflanzenstängel. Sie leben unterirdisch im Boden und legen großflächige und komplexe Baue mit Vorratskammern an. Die Baue des Chinesischen Blindmulls erreichen Längen von mehr als 100 Metern und sind durch Erdhügel aus loser Erde im Bereich der Eingänge gekennzeichnet und können im Maximum bis 1,8 oder 2,4 Meter tief sein.
Die Fortpflanzungsphase beginnt im frühen Frühjahr und die Weibchen gebären einen bis drei Würfe mit jeweils zwei bis sieben Jungtieren pro Jahr.

## Systematik

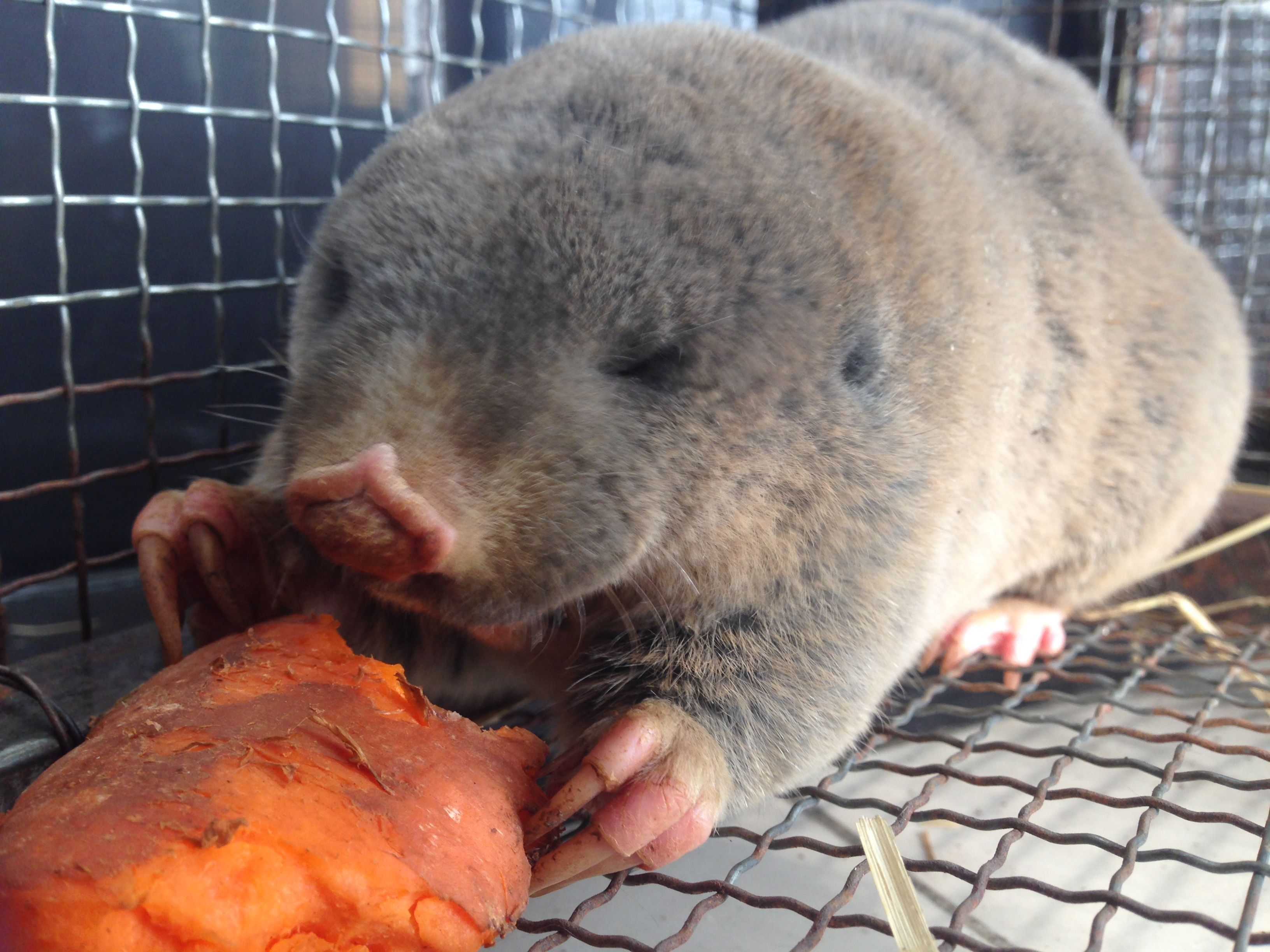
Eospalax baileyi wurde früher häufig als Unterart des Chinesischen Blindmulls betrachtet. Aktuell ist sie als eigenständige Art akzeptiert.

Eospalax wird als eigenständige Gattung innerhalb der Blindmulle (Myospalacinae) eingeordnet. Die Erstbeschreibung erfolgte durch Glover Morrill Allen als Untergattung im Jahr 1938. Sie besteht aus sieben Arten:
- Chinesischer Blindmull (Eospalax fontanierii)
- Rothschild-Blindmull (Eospalax rothschildi)
- Smith-Blindmull (Eospalax smithii)
- Eospalax muliensis
- Gansu-Blindmull (Eospalax cansus)
- Qinghai-Blindmull (Eospalax baileyi)
- Qin-Ling-Blindmull (Eospalax rufescens)

Teilweise wurden alle Arten der Gattung Eospalax in die Gattung Myopalax eingeordnet, jedoch in der Regel als nahe verwandte Arten betrachtet oder einer gemeinsamen Untergattung zugeordnet.

## Status, Bedrohung und Schutz
Alle Arten der Gattung Eospalax werden von der International Union for Conservation of Nature and Natural Resources (IUCN) als nicht gefährdet (least concern) gelistet. Begründet wird dies durch das große Verbreitungsgebiet und das häufige Vorkommen der Art. Potenzielle bestandsgefährdende Risiken sind für keine der Arten vorhanden. In den 1990er Jahren wurde der Chinesische Blindmull in Qinghai als Schädling in landwirtschaftlichen Flächen bekämpft, was zu deutlichen lokalen Rückgängen führte. Die ursprüngliche Bestandsdichte von 5 bis 70 Tiere pro Hektar Ende der 1980er Jahre ging im Rahmen der Maßnahmen um mehr als 30 % zurück.

## Belege
1. ↑  Henri Milne Edwards: Recherches pour servir à l'histoire naturelle des mammifères : comprenant des considérations sur la classification de ces animaux. G. Masson, Paris 1868–1874; Tafel 7. doi:10.5962/bhl.title.59889.
2. 1 2 3 4 5 6 7 8 9  Andrew T. Smith: Genus Eospalax In: Andrew T. Smith, Yan Xie: A Guide to the Mammals of China. Princeton University Press, Princeton NJ 2008, ISBN 978-0-691-09984-2, S. 209 ff.
3. 1 2 3  Eospalax fontanierii in der Roten Liste gefährdeter Arten der IUCN 2017.3. Eingestellt von: A.T. Smith, C.H. Johnston, 2008. Abgerufen am 21. Dezember 2017.,
 Eospalax rothschildi in der Roten Liste gefährdeter Arten der IUCN 2017.3. Eingestellt von: A.T. Smith, C.H. Johnston, 2008. Abgerufen am 21. Dezember 2017.,
 Eospalax smithii in der Roten Liste gefährdeter Arten der IUCN 2017.3. Eingestellt von: A.T. Smith, C.H. Johnston, 2008. Abgerufen am 21. Dezember 2017.
4. ↑  Tao Zhang, Meng-Long Lei, Hao Zhou, Zhong-Zheng Chen, Peng Shi: Phylogenetic relationships of the zokor genus Eospalax (Mammalia, Rodentia, Spalacidae) inferred from whole-genome analyses, with description of a new species endemic to Hengduan Mountains. In: Zoological Research. Band 43, Nr. 3, 2022, ISSN 2095-8137, S. 331–342, doi:10.24272/j.issn.2095-8137.2022.045.
5. 1 2  Eospalax. In: Don E. Wilson, DeeAnn M. Reeder (Hrsg.): Mammal Species of the World. A taxonomic and geographic Reference. 2 Bände. 3. Auflage. Johns Hopkins University Press, Baltimore MD 2005, ISBN 0-8018-8221-4.
6. ↑  Eospalax fontanierii in der Roten Liste gefährdeter Arten der IUCN 2017.3. Eingestellt von: A.T. Smith, C.H. Johnston, 2008. Abgerufen am 21. Dezember 2017.